# 邹城站
邹城站是一个京沪铁路上的铁路车站，位于中华人民共和国山东省济宁市邹城市，建于1911年，目前为三等站，办理客运：办理旅客乘降；行李、包裹托运；货运：办理整车、零担、集装箱货物发到。

## 歷史
- 建于1911年。
- 1986年，邹县站新站房落成并投入使用。

## 車站周邊
- 邹城曙光医院
- 铁西公园
- 兖矿集团游泳馆
- 中国邮政储蓄银行铁西储蓄所
- 邹城市交通局
- 邹城市运汽车站
- 中国银行邹城矿山支行
- 亿丰时尚购物广场
- 中国建设银行邹城支行
- 中国移动平阳西路营业厅
- 东方购物中心
- 邹城市西关小学
- 邹城市第四中学南校区
- 中国工商银行西门里分理处
- 中国农业银行邹城支行
- 中国邮政邹城市邮政局
- 山东宏河矿业集团职工医院
- 农村信用合作社城中城分社
- 贵和购物广场邹城店
- 交通银行济宁邹城支行
- 山东省邹城市财政局
- 杏花村医院
- 农村商业银行铁山分社
- 中国农业银行东滩路分理处
- 邹城市第四中学
- 邹城市国家税务局城区分局
- 招商银行济宁邹城支行
- 中国联通太平路营业厅

## 外部連結
- 中国铁路客户服务中心 （页面存档备份，存于）